# 琴光喜啓司

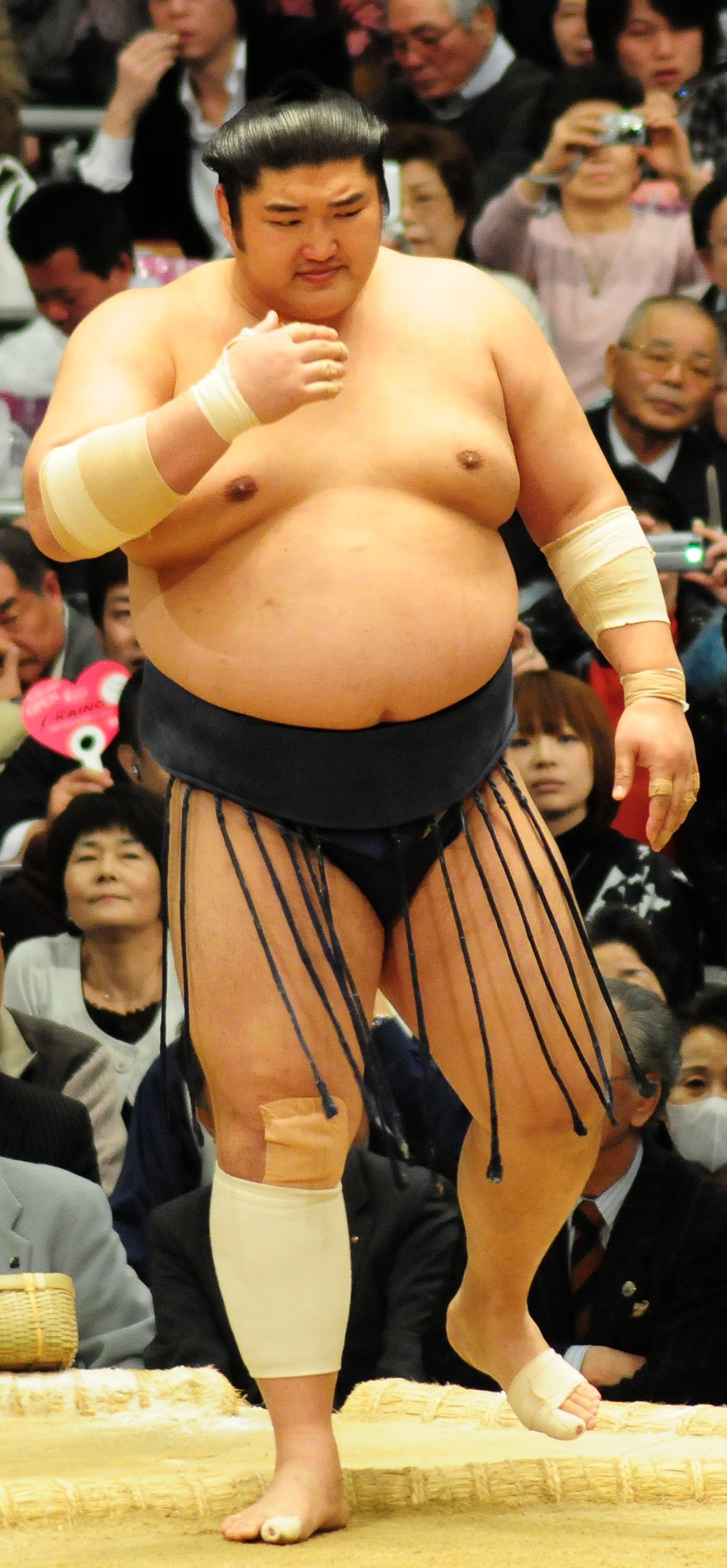
琴光喜啓司

琴光喜啓司（日语：／ Keiji Kotomitsuki；1976年4月11日—），本名田宮啓司，日本愛知縣岡崎市出身（出生地豐田市）的前大相撲力士，身高1.82米，重159公斤，所屬相撲部屋是佐渡嶽部屋。日本大學畢業生。
他在1999年開始專業相撲生涯，在2000年9月晉級為幕內級力士和取得一次優勝。他在另外八場比賽中獲得亞軍，並獲得十三個三賞或特別獎。他在2007年晉升為大關，但在2010年因涉及大相撲棒球賭博問題被日本相撲協會解僱；曾向協會上訴恢復地位，但被東京高等裁判所駁回，放棄復歸的想法。
引退後，他分別在福岡市和名古屋市經營拉麵店和日式燒肉店。